# Tom Bouthier
Pour les articles homonymes, voir Bouthier.
Tom Bouthier est un DJ français, né le 23 août 1971 à Fontenay-aux-Roses et mort le 6 novembre 1998 à New York. Avec son frère Jerry Bouthier, il s'est imposé comme un des pionniers de la house au début des années 1990 en France, tournant ensemble sous le nom de Tom & Jerry Bouthier.

## Biographie
Il a également signé plusieurs singles sous les noms de O.C.B., Riviera Splash, The Eurostars, Motos et Ville Rouge.
Intéressé très tôt par le potentiel des musiques électroniques, dès ses débuts en 1987, il participe aux premières raves françaises. Dans les années 1990, il sera résident sur Radio FG, et fera partie, avec son frère, des membres fondateurs du fanzine eDEN, première publication consacrée à la musique électronique en France. Également pilier de la nuit parisienne, il multiplie à cette époque les résidences dans les clubs de la capitale, (La Luna, Le Queen, Le Privilège, Le Boccacio…).
Avec son frère, ils sont conseillers artistiques et artistes de P.U.R., — Paris Union Recording, la première compilation électronique française des années 1990 qui présente les débuts de Philippe Cohen Solal de Gotan Project et de Marc Collin de Nouvelle Vague — et sortent deux singles sur le label Stress (le label de DMC UK), Breakline (1994) et I Love Paris (1995).
Début 1993, il s'expatrie en Grande-Bretagne pour poursuivre sa carrière. Il se produira pendant plusieurs années à Ibiza et aux Transmusicales. De retour à Paris, il décide en 1998 de s'installer à New York, où il mettra fin à ses jours au bout de quelques mois.
Son frère aîné, Jerry Bouthier est installé à Londres, où il poursuit une carrière de producteur et DJ. Un de ses plus jeunes demi-frères, Mathieu Bouthier, est également producteur et DJ.

## Discographie

### Singles
- O.C.B. - Crash (1993)
- Riviera Splash - Breakline (1994)
- Riviera Splash - I love Paris (1995)
- The Eurostars - The Way (1996)[5]
- Motos - Terra Incognita (1997)
- Ville Rouge - Flow (1997)

### Compilations
- 1993 : Rave Tool
- 1994 : DJ Culture
- 1996 : DJ Culture 3

### Remixes
- The Silencers - I can't remember (1991)
- Peter Kingsbery - So in Love (1991)
- Indochine - La guerre est finie (1992)
- Jean-Louis Murat - Cours dire (1993)
- Pascal Obispo - La moitié de moi (1993)
- Ritmo Rivals - Americano Slide (1994)
- Tony di Bart - The Real Thing (1994)
- Karyia - Let me love you (1994)
- Living Joy - Dreamer (1995)
- Phase 2 - Reachin'  (1995)